# Зимовий палац
Зимовий палац — палац міста Санкт-Петербург, розташований на Двірцевій площі, головна споруда всесвітньо відомого музею Ермітаж. Сучасна споруда побудована в середині 18 століття.

## Історія

### Зимовий палац Петра І
В Петербурзі у царя був Літній палац Петра I в Літньому саду. Тут родина царя перебувала влітку. На відміну від Літнього — був і Зимовий, де родина царя перебували взимку. Там були печі, і Зимовий палац був теплішим. Незграбні західноєвропейські каміни не підійшли до суворого північного клімату Петербурга. Так виникла ця назва.
Головним проспектом міста цар вважав річку Нева. Тому усі первісні адміністративні установи, палаци вельмож та царя були повернуті головними фасадами на річку або пов'язані з нею та її рукавами. Не був винятком і палац Петра І. Перші гравюри Петербурга подають саме цю перспективу.
Перший Зимовий палац для царя побудував губернатор столиці О. Д. Меншиков — як подарунок царю на знак його шлюбу з Катериною. Будівництво вели у 1711. Це був сюрприз і весільний дарунок Меншикова. Весілля грали в 1712 вже в цьому первісному палаці, про що свідчить тогочасна гравюра Олексія Зубова.
Палац був двоповерховий на підвалинах, з мезоніном і повернутий головним фасадом до річки Нева. З двох боків до нього прибудували службові флігелі. У внутрішній двір вели невеличкі брами з фронтонами, які прикрашали моделі вітрильників (кораблі були давньою пристрастю царя). Цей палац проіснував недовго і його перебудували.

### Перебудова архітектора Георга Маттарнові
Необхідність мати представницьку резиденцію спонукала до перебудови первісного палацу, яку почали у 1716. Перебудову вів архітектор Георг Маттарнові (? — 1719). Економний Петро І вітав і економний підхід до будівництва, бо в Петербурзі початку 18 ст. гостро відчувався брак будівельних матеріалів. Тому перебудову здійснили з повним використанням первісного і невеличкого за розмірами Зимового палацу. Він став лише бічним ризалітом нової будівлі, що було оригінальним і цікавим архітектурним ходом в будівельній практиці Г. Маттарнові. Другий ризаліт побудували в тих же формах, а їх з'єднали новим корпусом с колонами, високим аттиком, оздобленим статуями і короною царя. Дахи були високі, барокові, з переломом. Центр нового палацу підкреслювали чотири колони парадного порталу з високим аттіком. Палац мав Велику залу, приватні апартаменти царської родини, їдальню, палацову церкву, навіть оранжерею тощо. Відтепер Зимовий палац царя суперничав фасадом з Меншиковським палацом на Василівському острові. Саме в цьому палаці відбулася одна з перших асамблей 27 грудня 1720.
Зали цього Зимового палацу показували іноземцям. Серед відвідувачів 1723 року був і Ф. В. Берхгольц, який залишив описи-мемуари та активно купував архітектурні кресленики та проекти нових споруд в російській столиці. Приміщення нового Зимового палацу стають не тільки резиденцією царя, а і адміністративним закладом, коли сюди перевели урядовий Сенат та Кабінет-канцелярію. Були використані навіть Людські покої, де розмістили Кабінет-канцелярію та приватну бібліотеку царя. Перепланування продовжувались і на земельній ділянці. Так вздовж мура Зимового палацу у 1718–1720 рр. був проритий новий канал між річками Невою та Мойкою (Зимова канавка).
Саме в цьому палаці і помер Петро І.

### Спадок адмірала Апраксіна
Адмірал Апраксін Ф. М.(1661–1728) вибудував власний будинок-палац неподалік від доків, де будували вітрильники, відразу за бастіонами. Перший будинок був дерев'яним, котрий з міркувань безпеки перебудували в цегляний. Маловиразний двоповерховий будинок не задовольнив власника. В Петербург якраз прибув новий архітектор із Франції — Олександр Леблон. Адмірал і замовив тому проект нового палацу, бажаючи отримати пишну споруду. Але пишні споруди давно відійшли в минуле у Франції, палацова архітектура якої давно прийшла до стриманої елегантності і вишуканої простоти в творах Франсуа Мансара, Жака Буйє де Блуа, Луї Лево. В стилістиці стриманої елегантності проект для замовника і виконав Олександр Леблон. Будувати споруду Леблон не мав можливості, бо був завантажений роботами в парадних резиденціях самого царя. В будівництво агресивно втрутився сам володар, смакам якого були відповідні пишнота і пістрявість. Вельможа вибудував не двоповерховий, а триповерховий палац, порушивши всі пропорції леблонової споруди заради пишноти і величі.
Коли в Петербурзі помер бездітний Апраксін, дальній родич Петра І, то по заповіту його палац, що стояв першим від Адміралтейства, перейшов до царської родини. Великій за розмірами і добре оздоблений палац Апраксіна сподобався нащадкам Петра І більше, і імператорський двір перебрався сюди. Він і став тепер Зимовим палацом імператорського двору.

### Зимові палаци імператриць. Архітектор Растреллі
Саме тут жили три російські імператриці — Анна Іванівна, Анна Леопольдівна, Єлизавета Петрівна. Придворний штат постійно зростав, як і потреби імператриць. Почалися численні добудови і перебудови. В палаці з'явилися театр, церква, декілька нових, розкішних залів. Саме сюди перевезли Бурштинову кімнату за наказом Єлизавети Петрівни, бо за часів Петра її не встигли встановити і вона зберігалась в коморах.
До перебудов був залучений молодий і надто талановитий архітектор Вартоломей Растреллі (1700–1771), що відтіснив від замов архітекторів менш обдарованих, серед яких — Земцов Михайло Григорович (помер у 1743), П'єтро Антоніо Трезіні (1699–1768?), Чевакинський Савва Іванович (1713–1770).

### Палац для імператриці Єлизавети
Найменше Зимовий палац своїх попередниць влаштовував імператрицю Єлизавету. Вона започаткувала дві великі перебудови — родинний палац Романових в Царському Селі, де мешкала її матір, і Зимовий палац в Петербурзі.
Аби мати розкішний, хоча й тимчасовий палац на період перебудови, наказала збудувати для себе дерев'яний палац на Невській першпективі. Саме тут вона і померла, так і не дочекавшись завершення кам'яного Зимового палацу, який існує зараз.
Зимовий палац мав усі ознаки гігантоманії: довжина головного фасаду дорівнювала 210 метрів, бічного фасаду 175 метрів. Він поступався розмірами Версальському палацу, довжина садового фасаду якого дорівнювала 500 метрів, але не величчю і не розкішшю фасадів.

### Зимовий палац імператриці Катерини ІІ
Катерині бароковий Зимовий палац архітектора Растреллі дістався у спадок. Більша частина залів нового палацу не була обладнана. Обживала і прикрашала їх вже Катерина ІІ, але в новомодному стилі класицизм. Бароковими залишились лише Парадні сходинки, дві палацові церкви — Мала і Велика, дві галереї першого поверху. Майже всі інші інтер'єри оздоблені в стилі класицизм кінця 18 століття (і еклектики 19 століття).
За поземним планом палац має форму прямокутника з Внутрішнім двором. Кількість приміщень сягає більше 1.000. До оздоби приміщень палацу були залучені найкращі архітектори доби — Валлєн Деламот, Антоніо Рінальді, Юрій Фельтен, Кваренгі, художники Джузеппе Валеріані, Франческо Фонтебассо, Градіцці, Презінотті, Урбані, Цуккі. Плафони для стель ще Растреллі замовив в Італії. До робіт залучили різьбярів, майстрів меблів, позолотників, скульпторів-декораторів, найкращий серед яких — Йоган Дункер. Тільки оздоби Великої тронної зали коштували 18 000 карбованців, надзвичайна сума для доби.

### Купівля картин
Вже у 1764 Катерина придбала першу партію картин у негоціанта Гоцковського в Берліні. Вона налічувала 225 примірників і мала твори Рубенса, Халса Франса, Рембрандта, Яна Стена, Франса Снейдерса.
Почалося надзвичайно швидке формування величної картинної галереї, що стане окрасою імператорських колекцій поряд з діамантами, виробами з срібла, ювелірними прикрасами, золоченими годинниками, порцеляною Мейсена, Севра, гобеленами Фландрії, Франції,Італії.

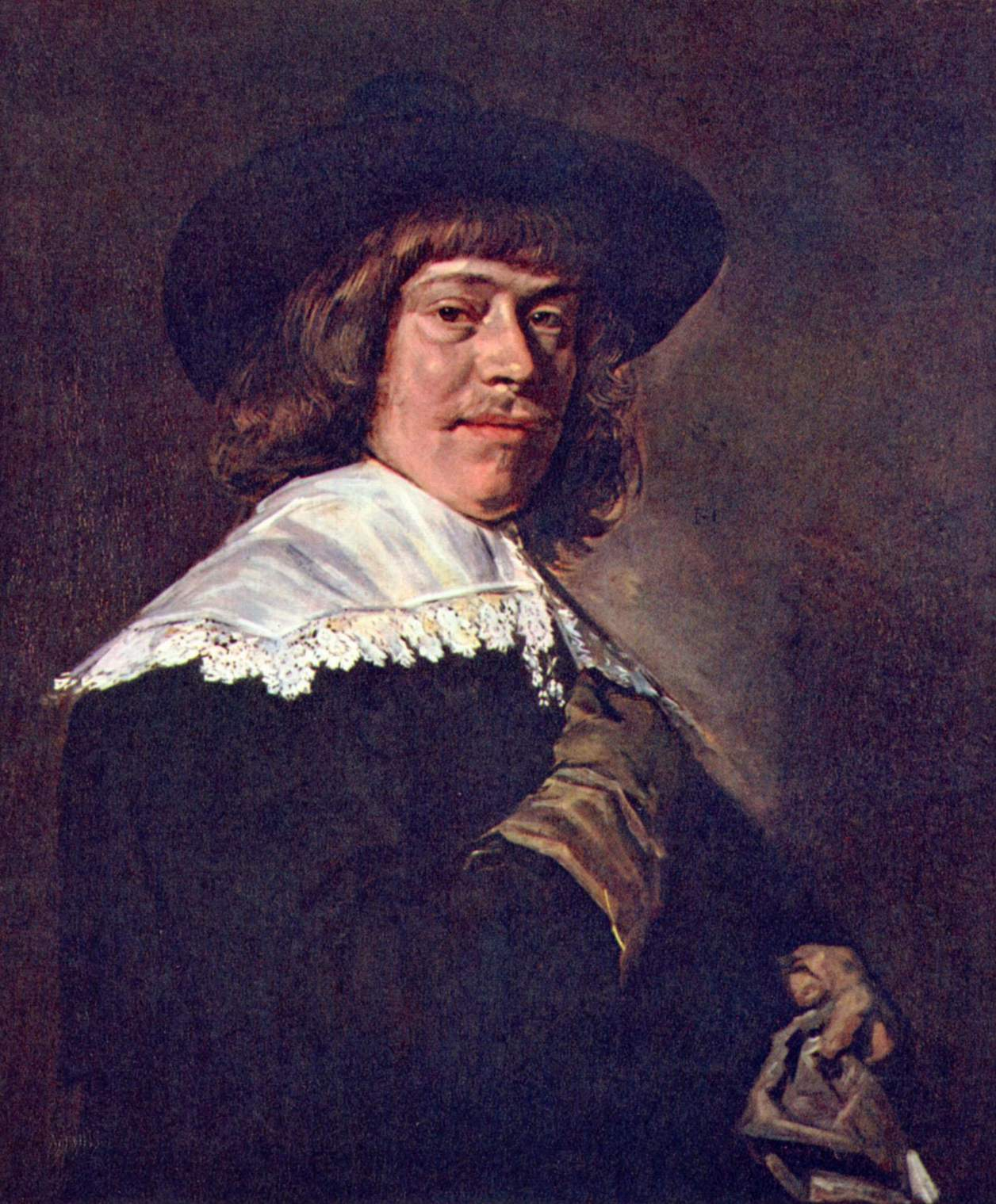
Франс Галс. Портрет невідомого пана з рукавичками. Картина з першої закупівлі у Гоцковського.
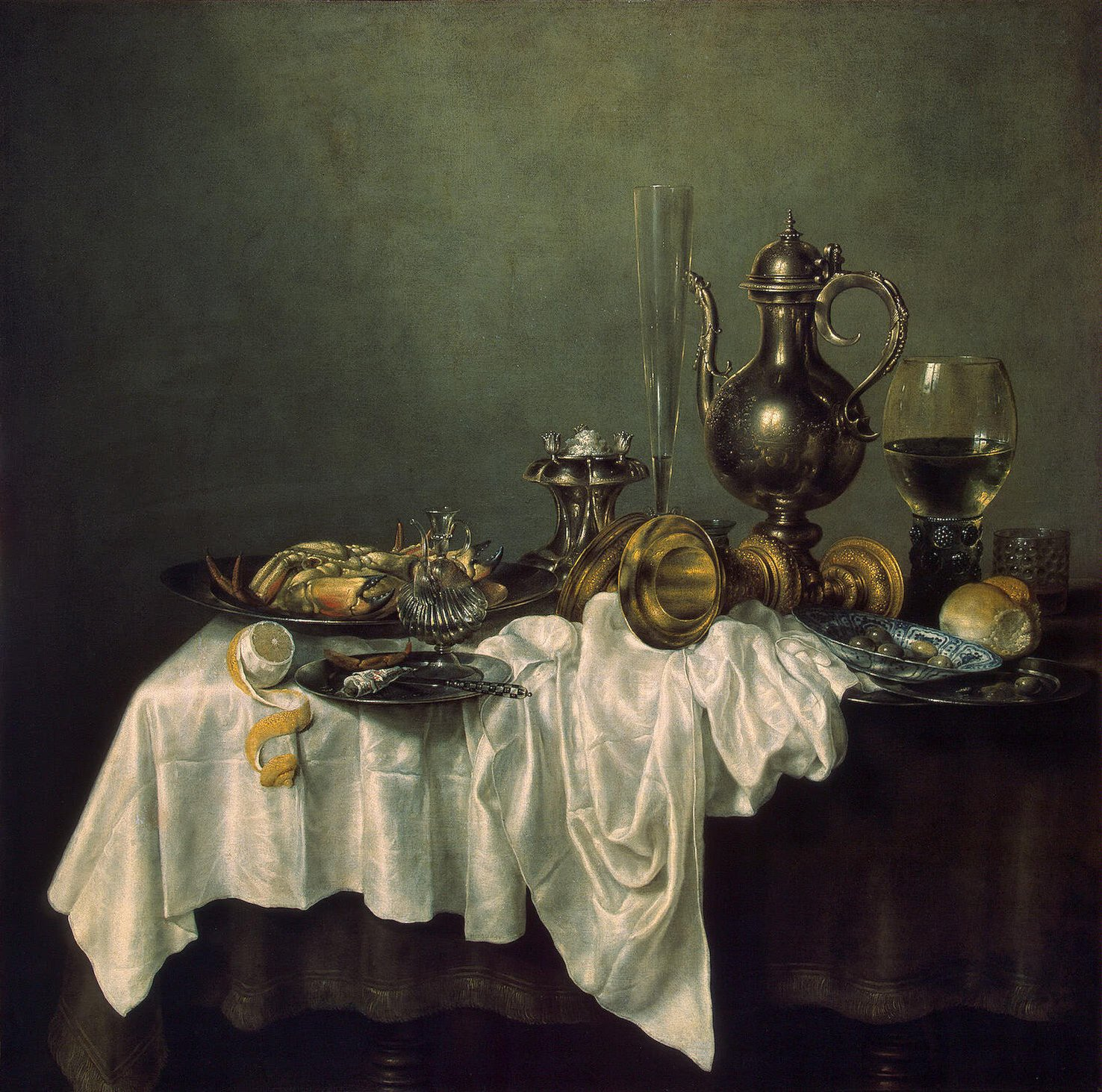
Віллем Клас Хеда. Натюрморт з крабом
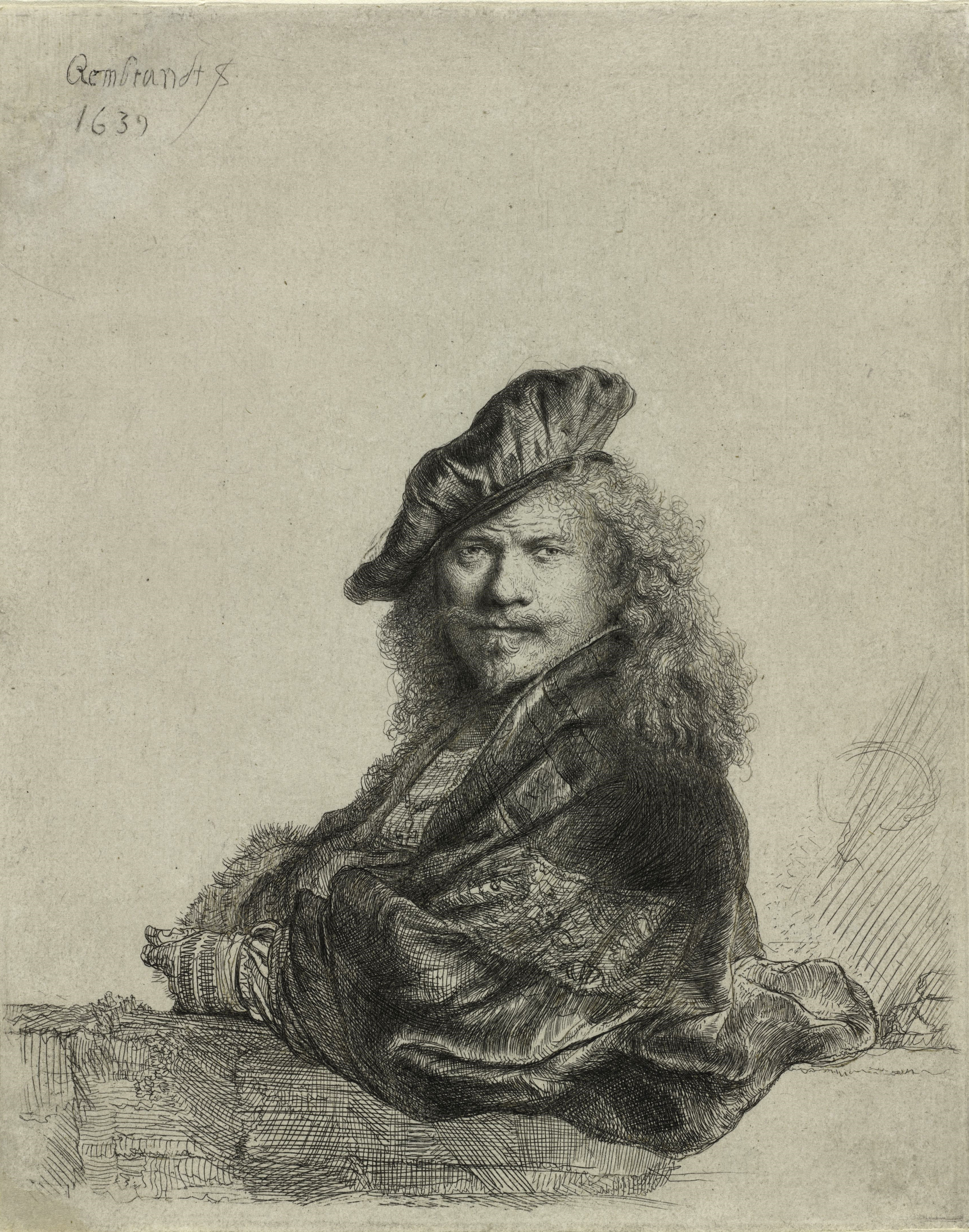
Рембрандт. Автопортрет, офорт
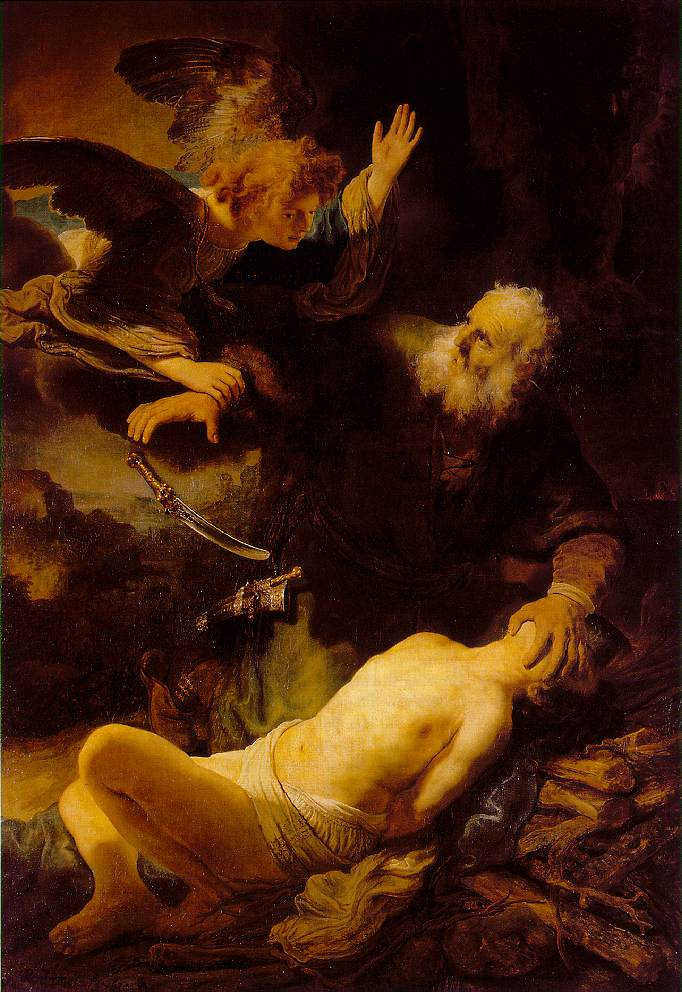
Рембрандт. Жертвоприношення Авраама (варіанти в Мюнхені і Петербурзі)

### Пожежа в Зимовому, 1837
Пожежа сталася в рік смерті Пушкіна в грудні 1837. Вигоріли другий і третій поверхи грандіозної будівлі, головний фасад якої сягав 210 метрів. Пожежа тривала три дні. Майже все майно палацу вдалося врятувати військовими. Офіцери і вояки виносили пишне майно палацу просто на сніг.
До відновлення палацу залучили всіх відомих архітекторів і фахівців по протипожежним справам. Були використані усі нові досягнення протипожежної справи доби. Частка приміщень Зимового палацу отримала нове оформлення у історичних стилях (еклектика). До 19 століття належить більша частина парадних приміщень музею, які існують і тепер.

### Пристосування під музейні потреби

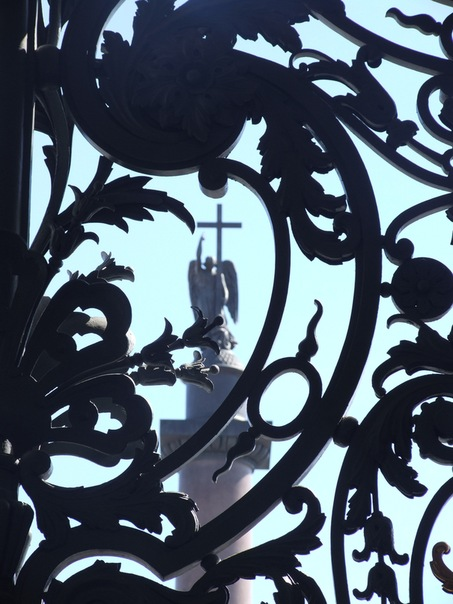

Від 11 жовтня 1922 р. будівля Зимового палацу була за законом передана музею Ермітаж (музей зберіг історичну назву). Почалося пристосування палацових інтер'єрів під потреби музею. Були зламані пізні перегородки і добудови в багатьох залах з наближенням приміщень до розмірів первісних за старими планами. Серед повернутих інтер'єрів була і Кухонна палацова галерея, якій повернули бароковий вигляд. Вана отримала назву Галереї Растреллі на честь архітектора. Зараз Галерея Растреллі використовується для тимчасових виставок.
Особливо великими були перебудови службового третього поверху, де були кімнати палацового персоналу і що нагадували малі номери готелю. Третій поверх був ретельно перебудований і пристосований для залів мистецтва Візантії, Китаю, Японії, середньовіччя, археології, монет і медалей (Відділ нумізматики (Ермітаж), Пам'ятки Візантії (Ермітаж), Мистецтво Японії (Ермітаж)).

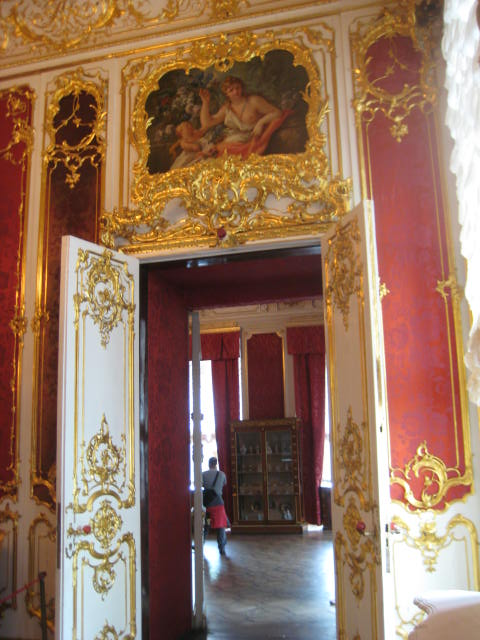
Червона зала.2008 р.
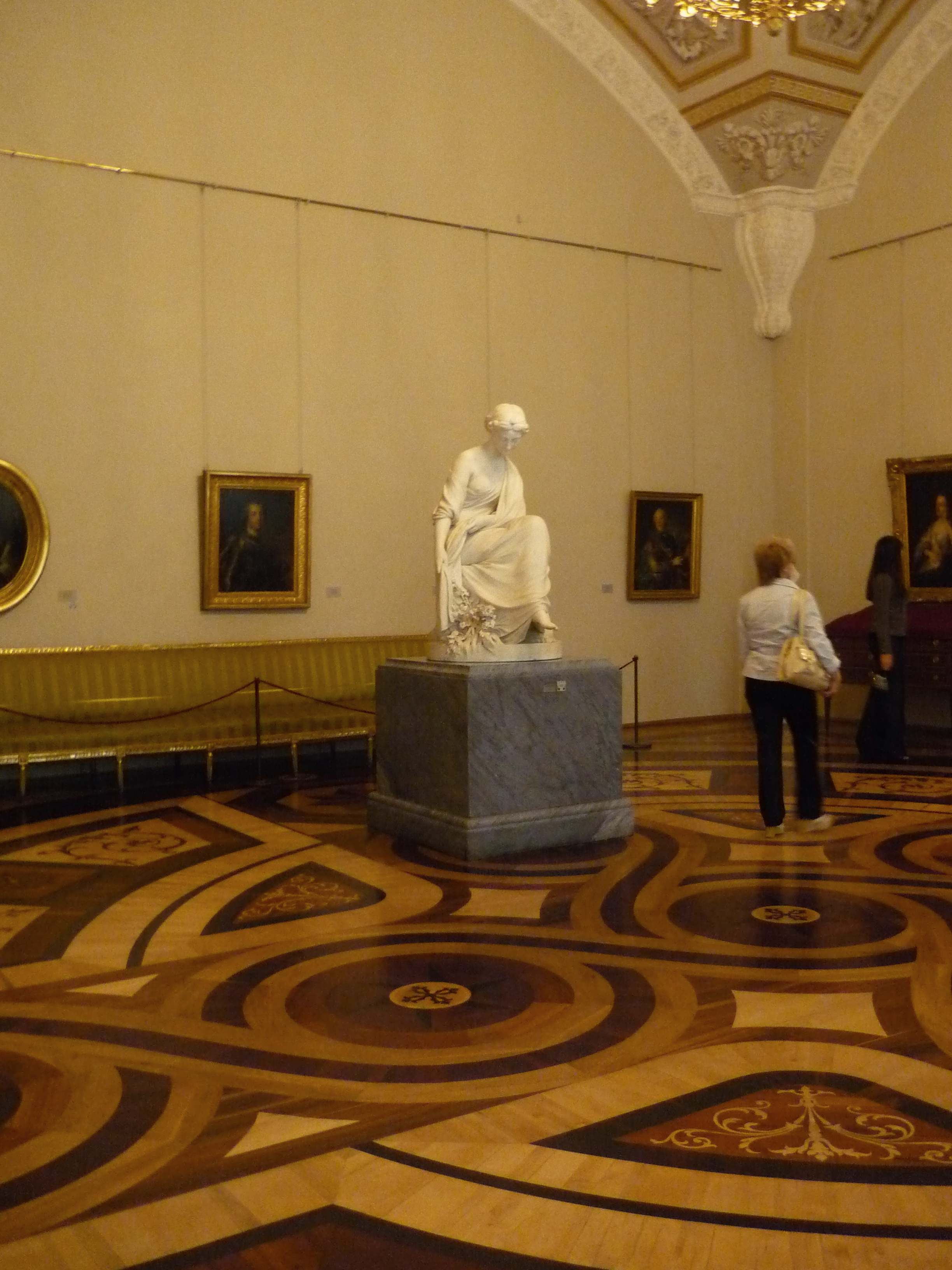
Зала мистецтва Франції 18 століття. 2008
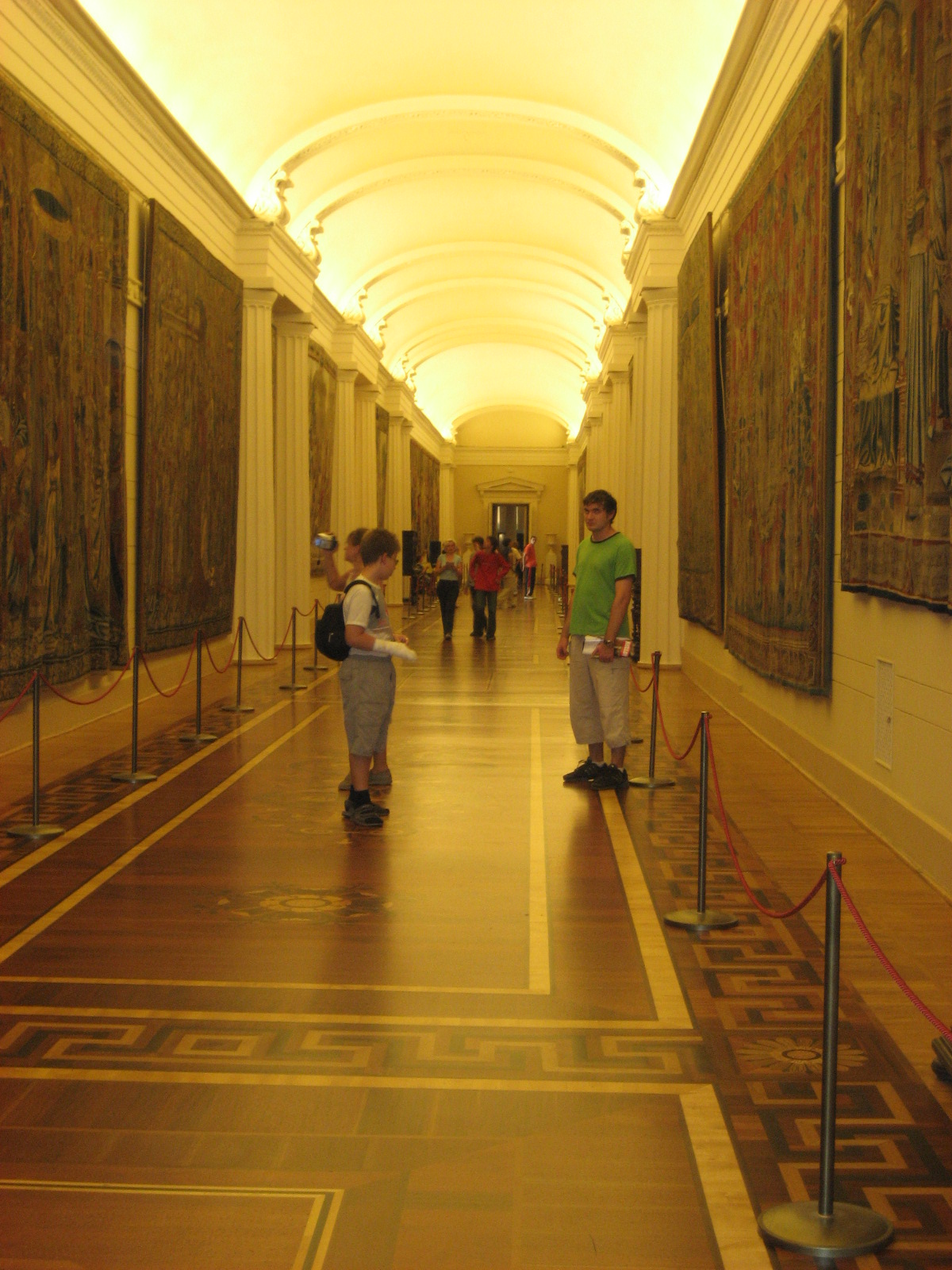
Виставка гобеленів, Темний коридор Зимового палацу. 2006
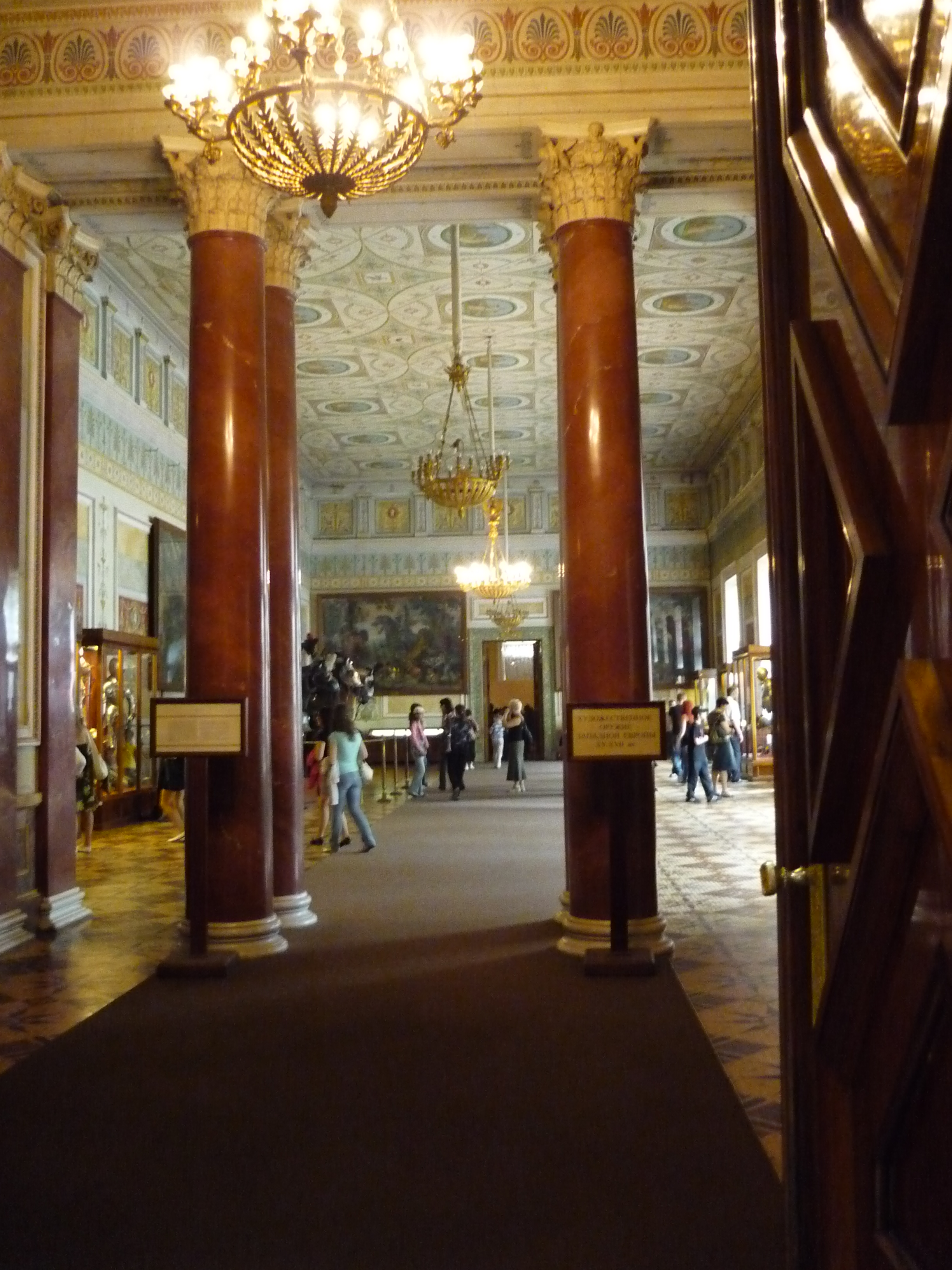
Лицарська зала, Зимовий палац. 2008

## Архітектура

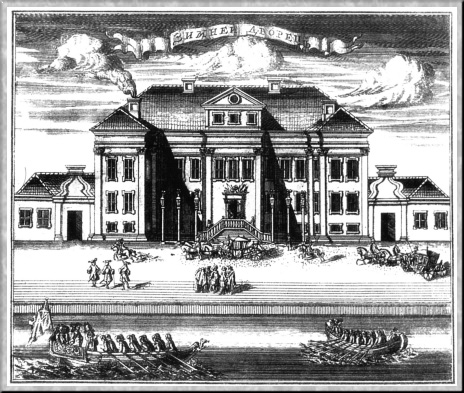
Перший зимовий палац
Арх. Олександр Леблон. Палац Апраксіна, проект, 1716
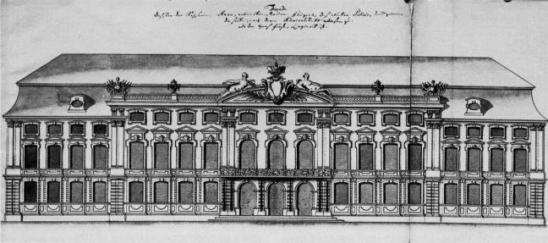
Зимовий палац часів Анни Іванівни. Фасад на Неву.
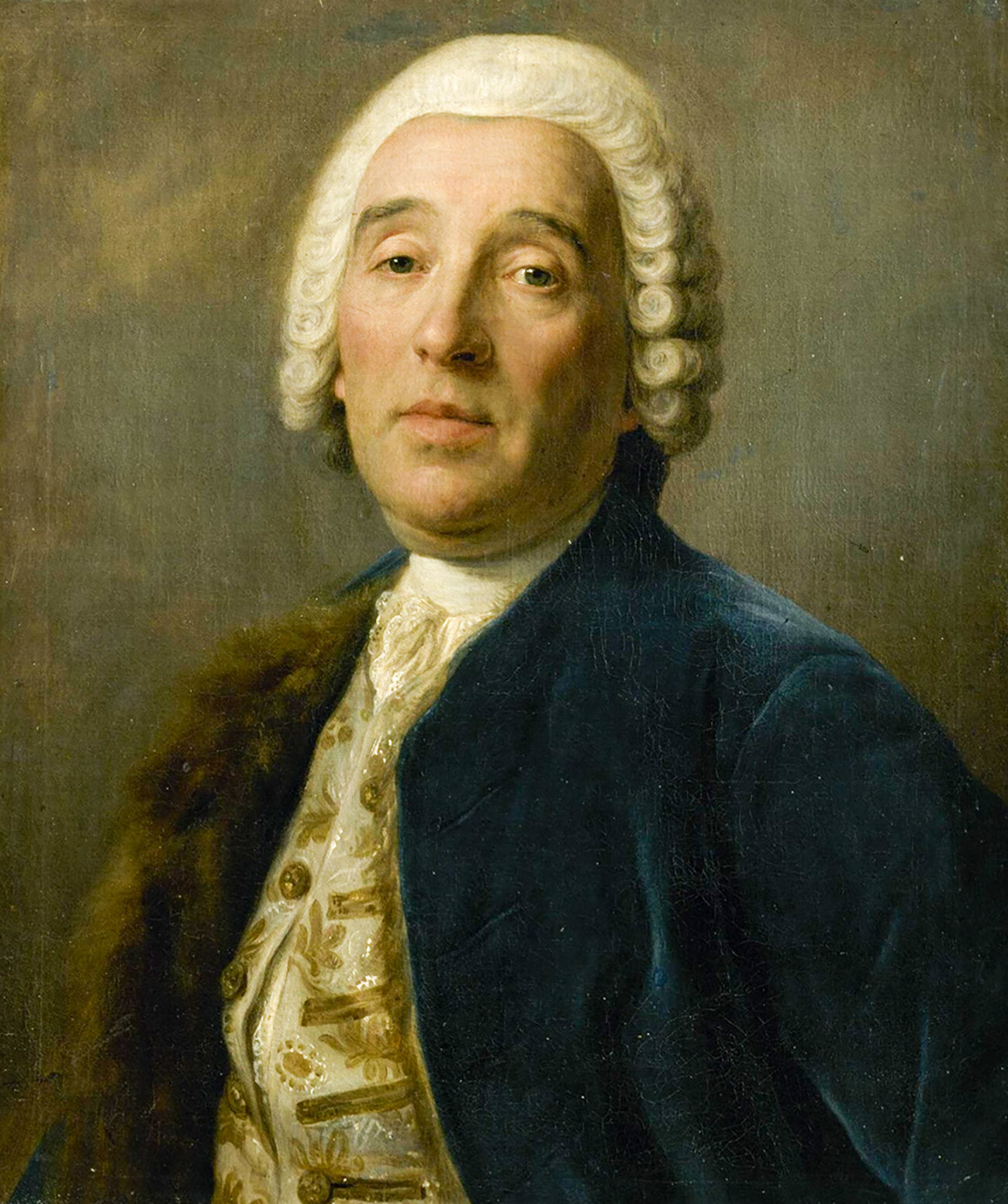
Худ. Ротарі. Портрет Ф. Б. Растреллі
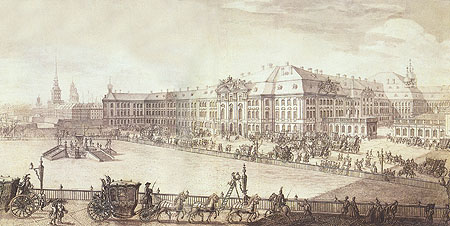
Зимовий палац з добудовами у 1740. Фасад на Палацову площу
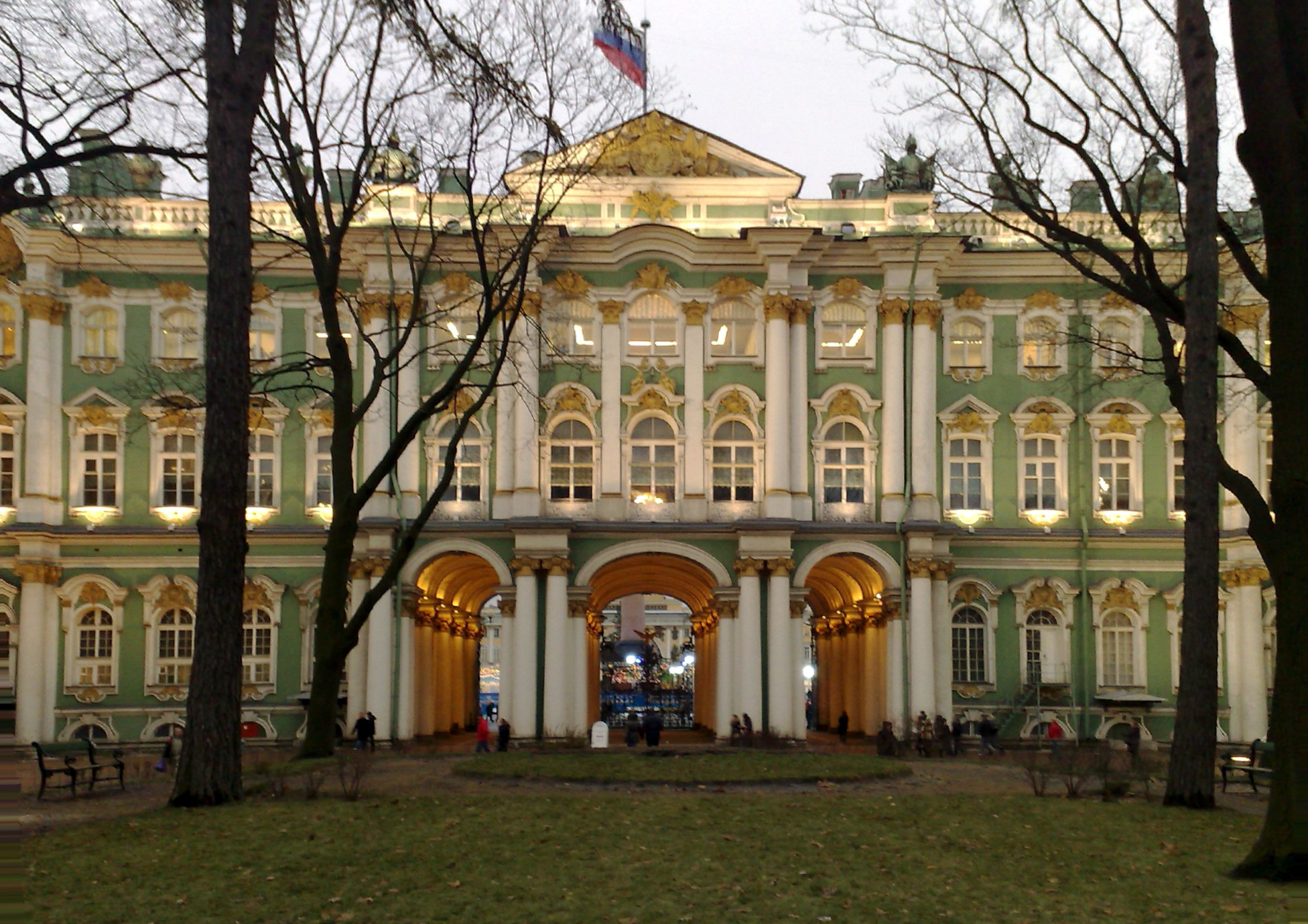
Зимовий палац, вигляд з Внутрішнього двору.
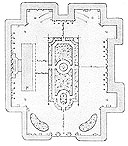
План саду у Внутрішньому дворі
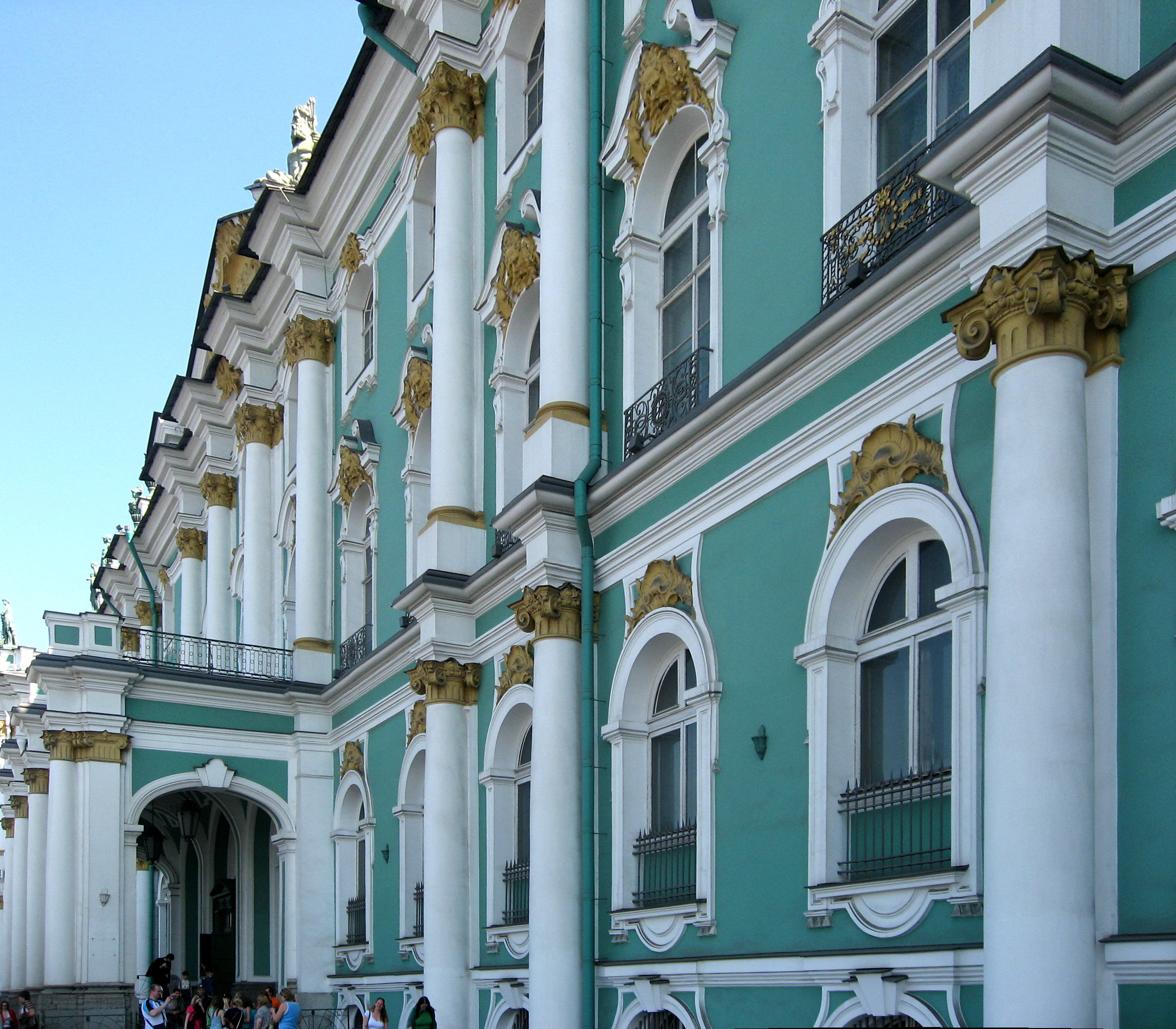
Оздоби фасаду Зимового палацу.
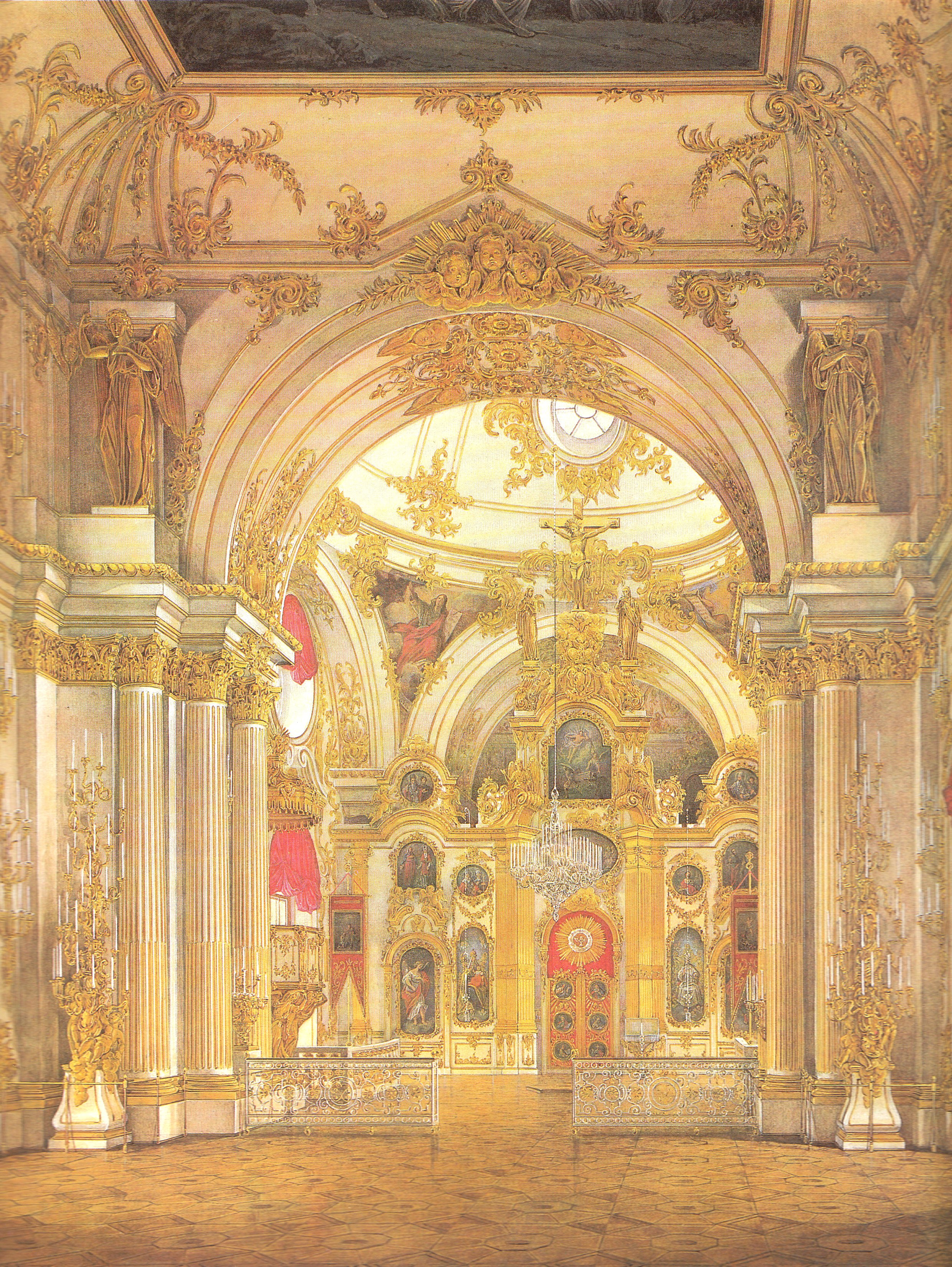
Собор Спаса в Зимовому палаці

### Внутрішнє оздоблення

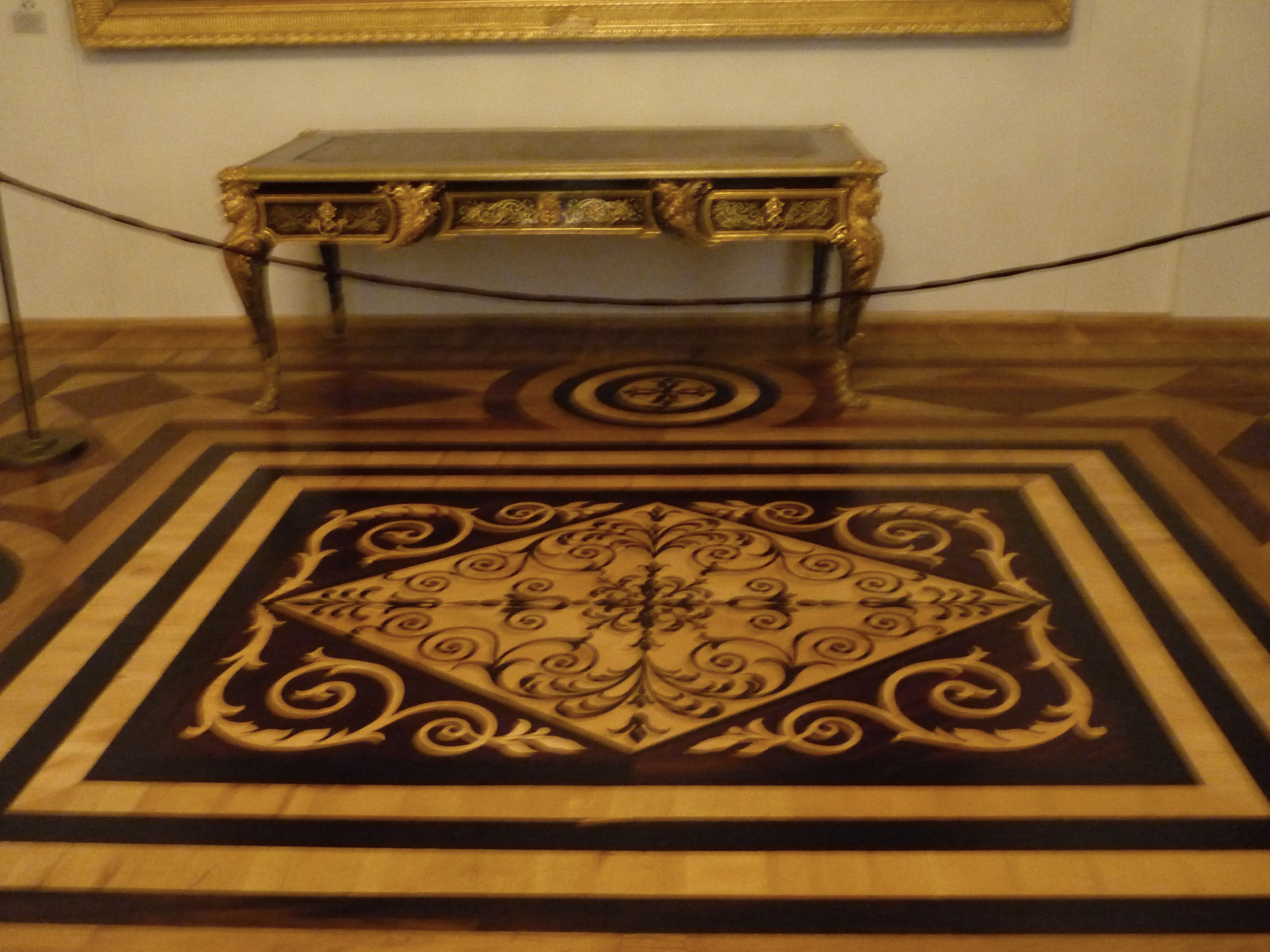
Паркети Зимового палацу 19 ст.
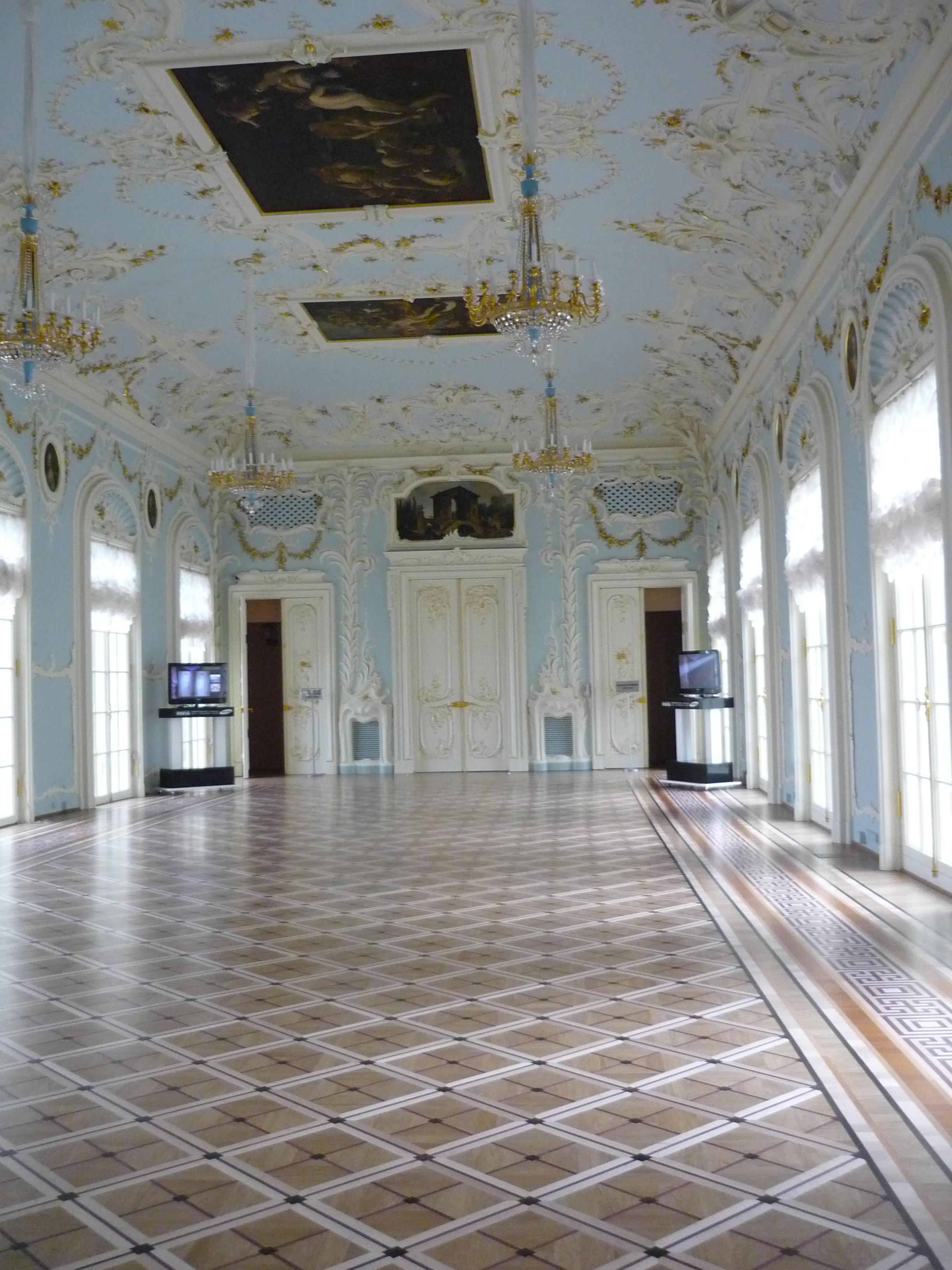
Перехід до театру.
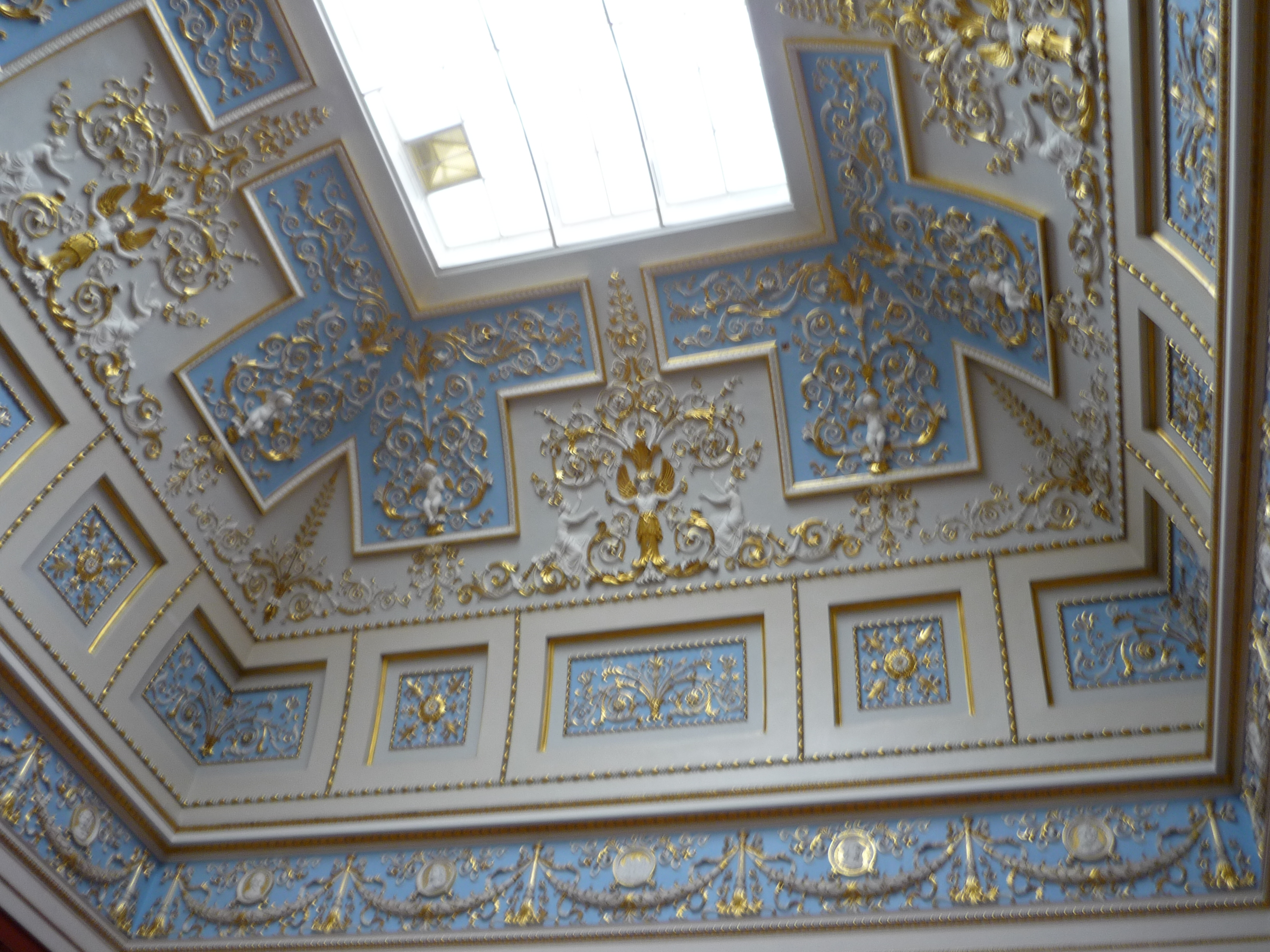
Склепіння з верхнім освітленням 19 ст.
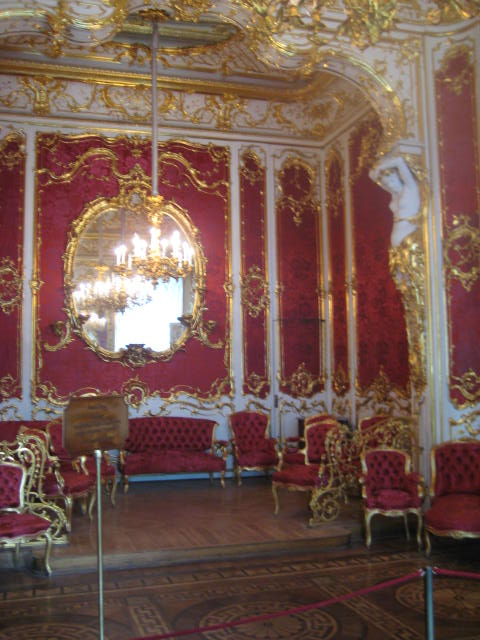
Будуар в стилі еклектики 19 ст.
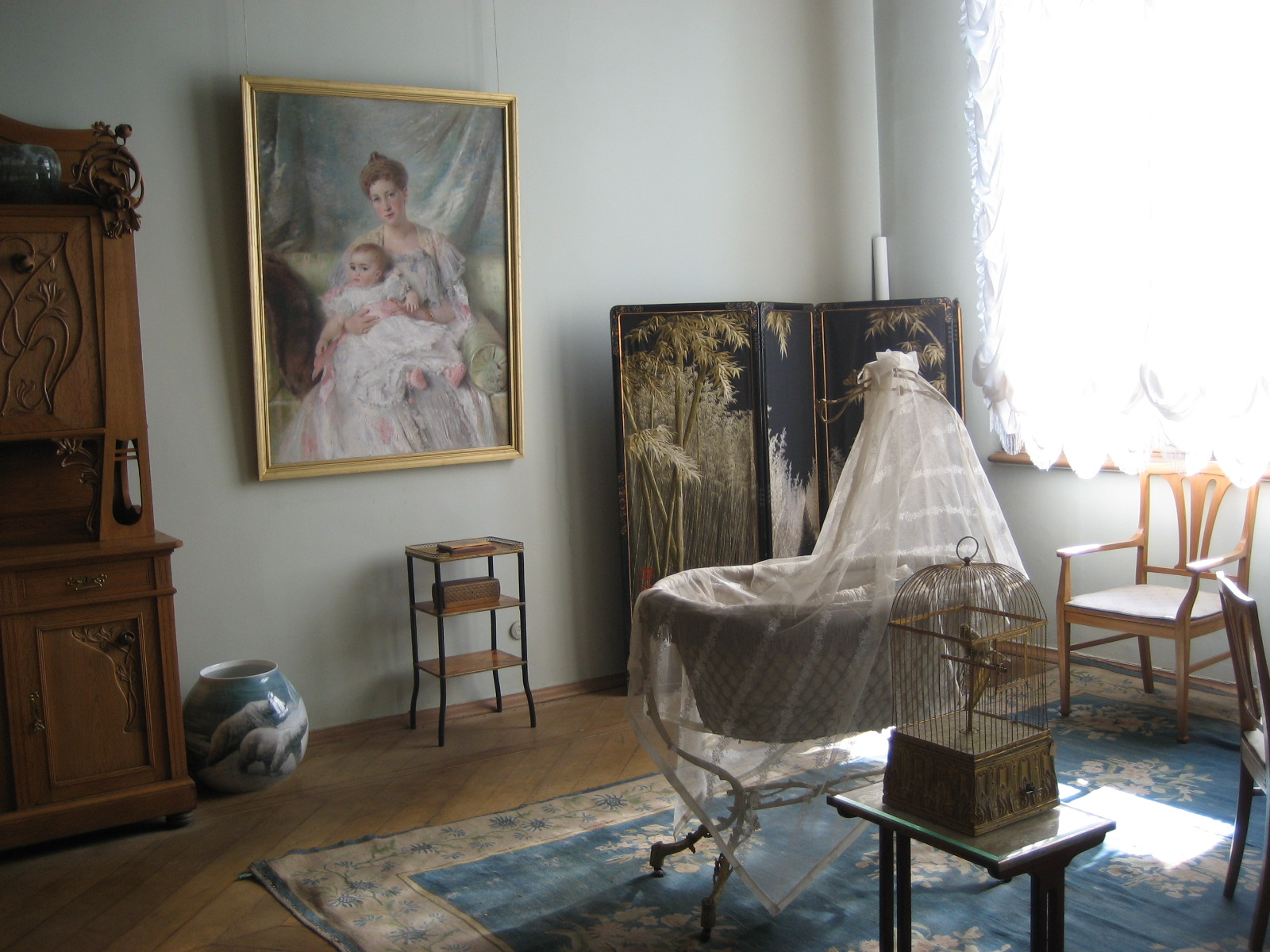
Меблі доби сецесії
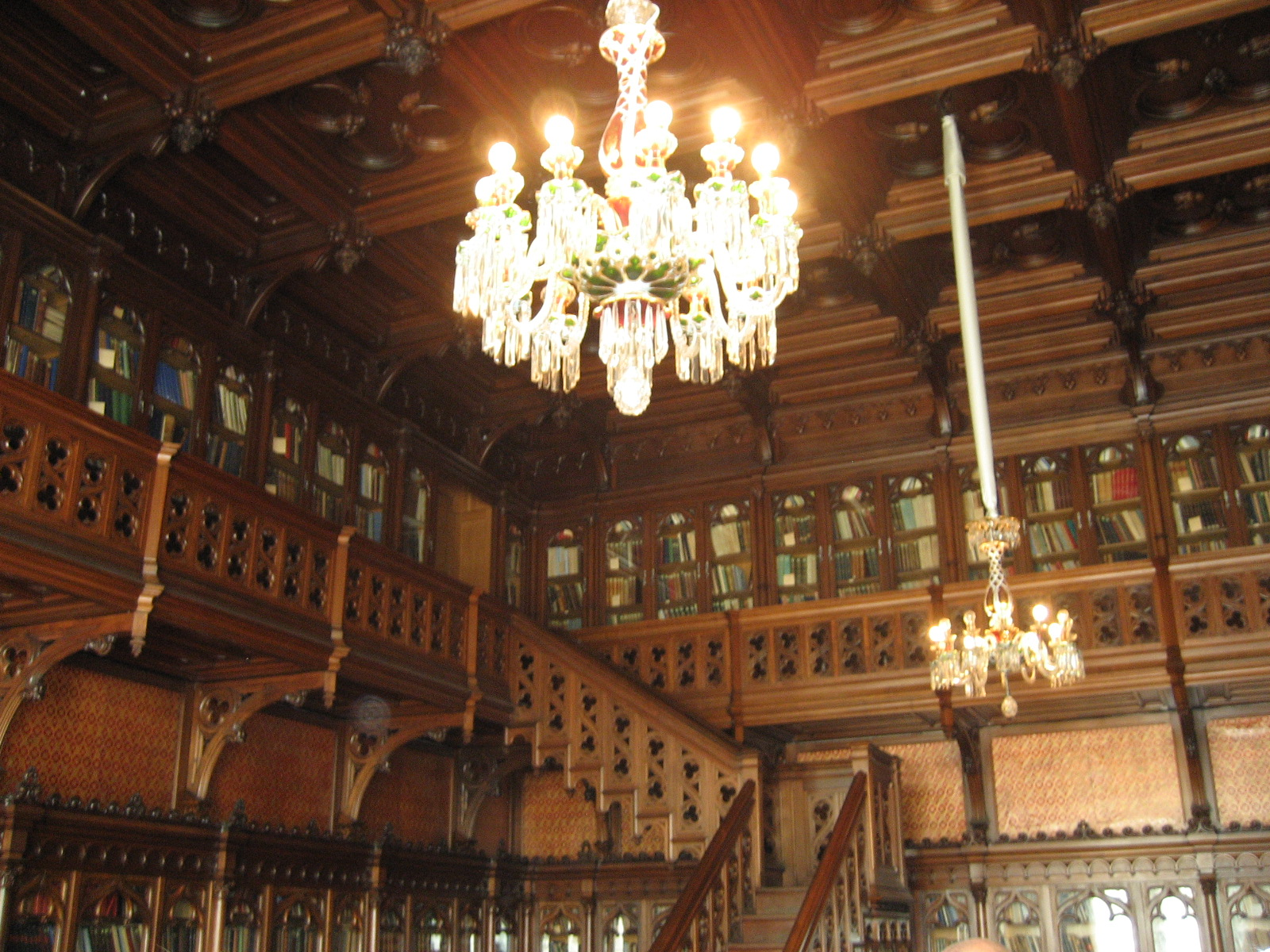
Різьблене дерево бібліотеки, еклектика 19 ст.
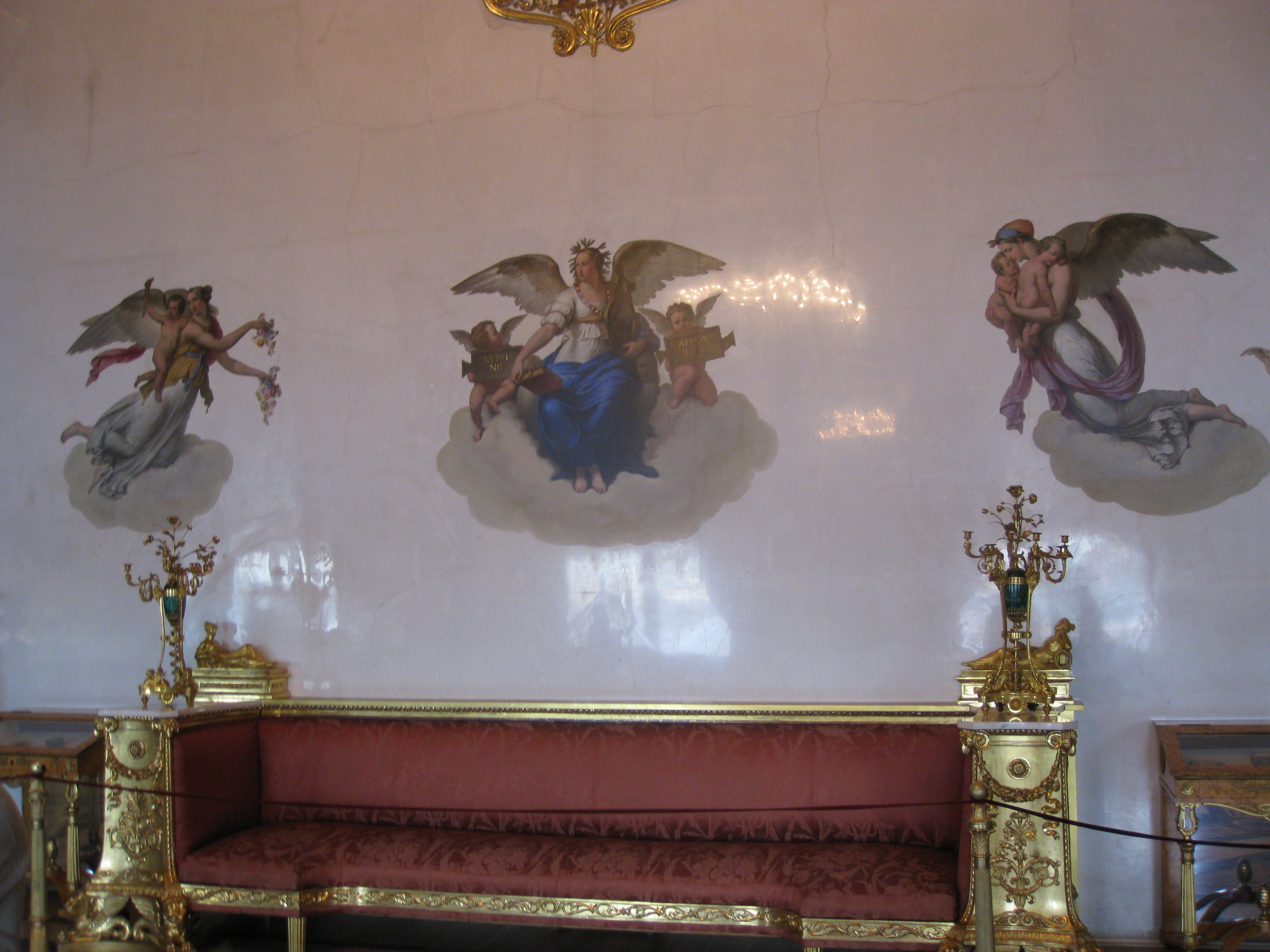
Стінописи доби ампір
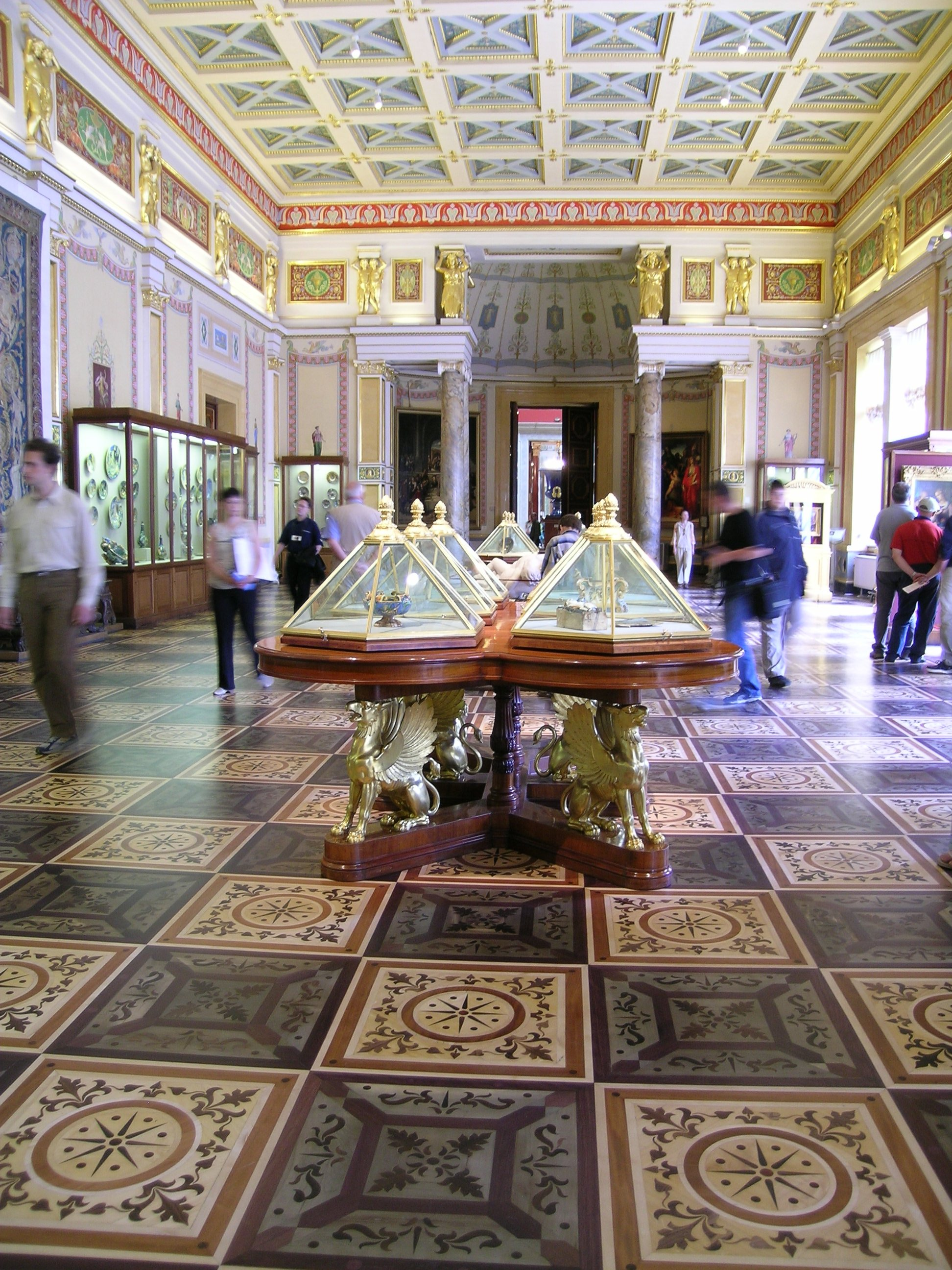
Паркети в салоні.

### Скульптури парапету

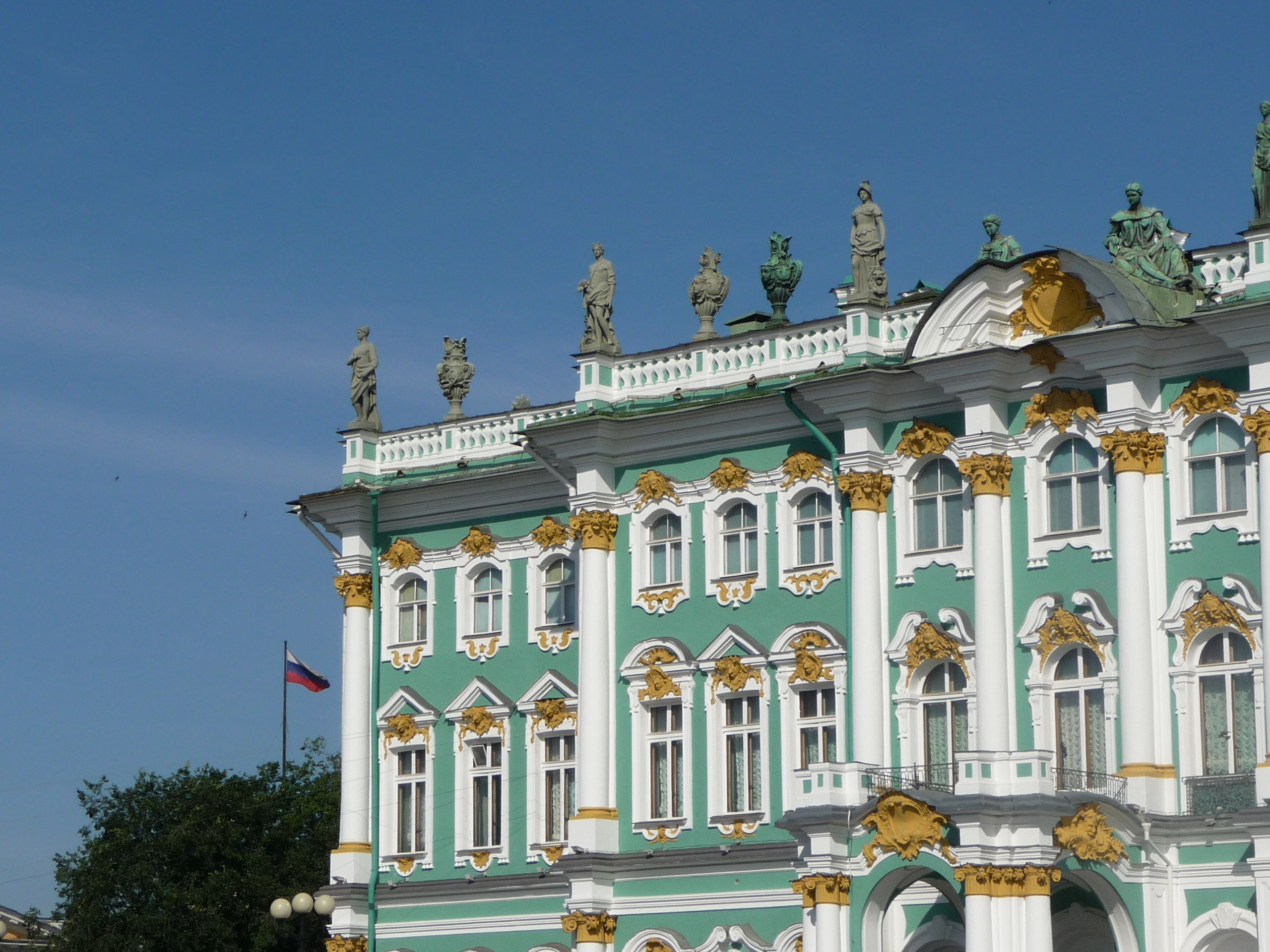

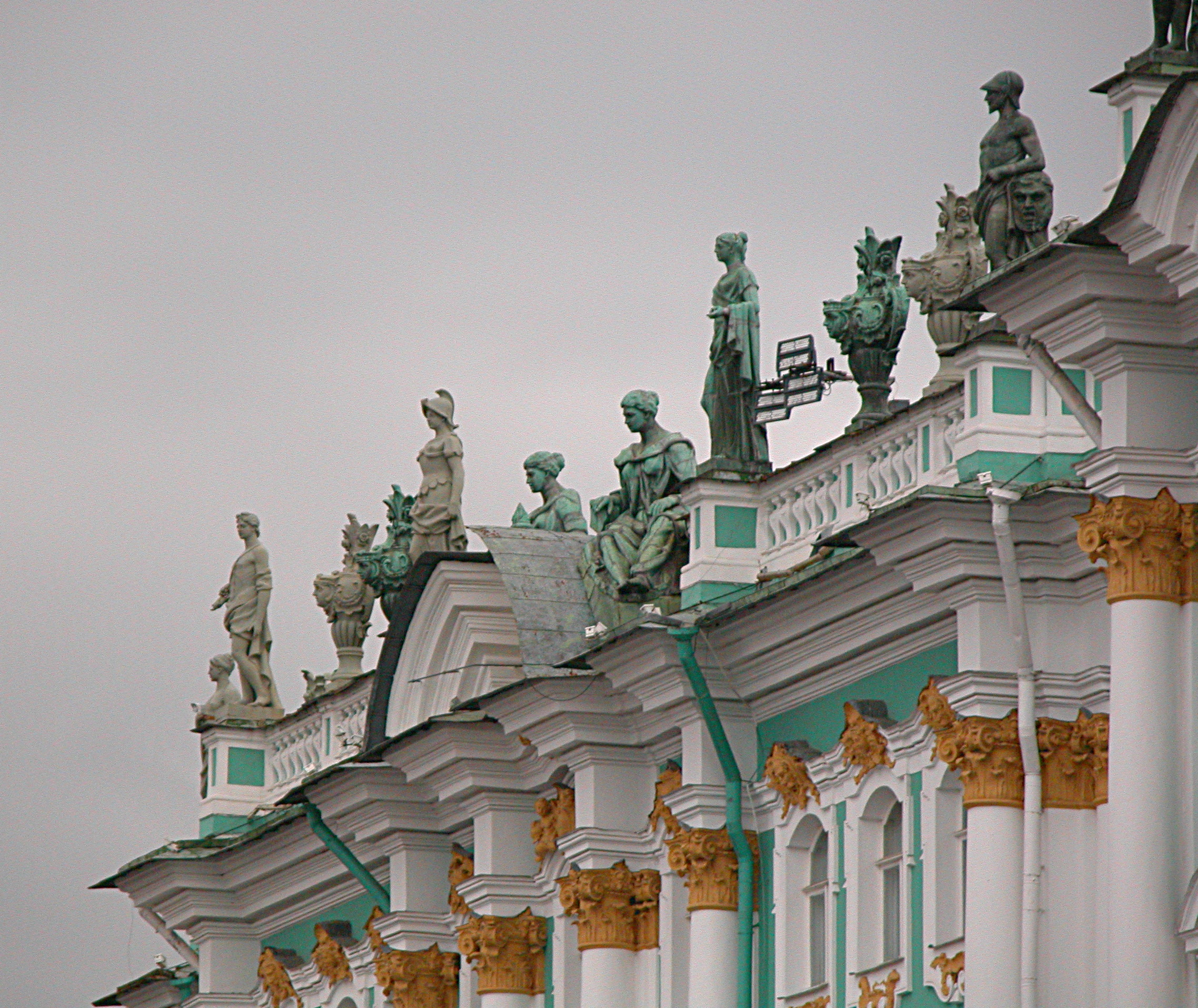
Скульптури на даху

Характерною ознакою російського бароко було широке використання скульптур як в інтер'єрах, так і на парапетах будівель. Прикрасив скульптурами парапет Зимового палацу і архітектор Растреллі, до створення яких був залучений і Йоган Дункер. Довжина цього парапету по периметру сягає двох кілометрів. За часів Растреллі скульптури виготовили з місцевого каменю, деякі заввишки три метри. Вологий клімат та зимові буревії не сприяли збереженню скульптур і ті почали руйнуватися та шматками падати униз.
У 1890-ті пошкоджені кам'яні скульптури познімали, але реставрувати їх через значну руйнацію — не було сенсу. Технології виготовлення скульптур до кінця 19 ст. були удосконалені та ускладнені. Вирішили скульптури парапету відновити, але в новій технології мідяної виколотки. Робили чавунну або бетонну форму майбутньої скульптури, на неї накладали мідні пластини і молотками з гумовими насадками виробляли необхідний фрагмент. Готові фрагменти збирали на металевому каркасі, зварюючи усі шви. Порожня мідна скульптура значно зменшувала навантаження на стіну, але валилася від сильного вітру. Скульптури почали забивати камінням або ж заливати бетоном на половину висоти. Відтворювати усе розмаїття барокових скульптур часів Растреллі не стали. Частка фігур замінена стандартними вазами в стилі необароко. Сучасні глядачі, що не знають первісного вигляду скульптур, сприймають реставраційне відновлення як оригінальне, мало реагуючи навіть на наявність стандартних, схожих одна на одну ваз. Але характер барокової споруди середини 18 століття вони відтворюють добре і вже самі стали предметами піклування та реставраційних відновлень в 20 столітті. Напівпорожні мідні скульптури легші за кам'яні, дешеві у виробництві, стійкіші в агресивному середовищі та потребують реставрації раз на 50 років.

## Нумізматика і Зимовий палац

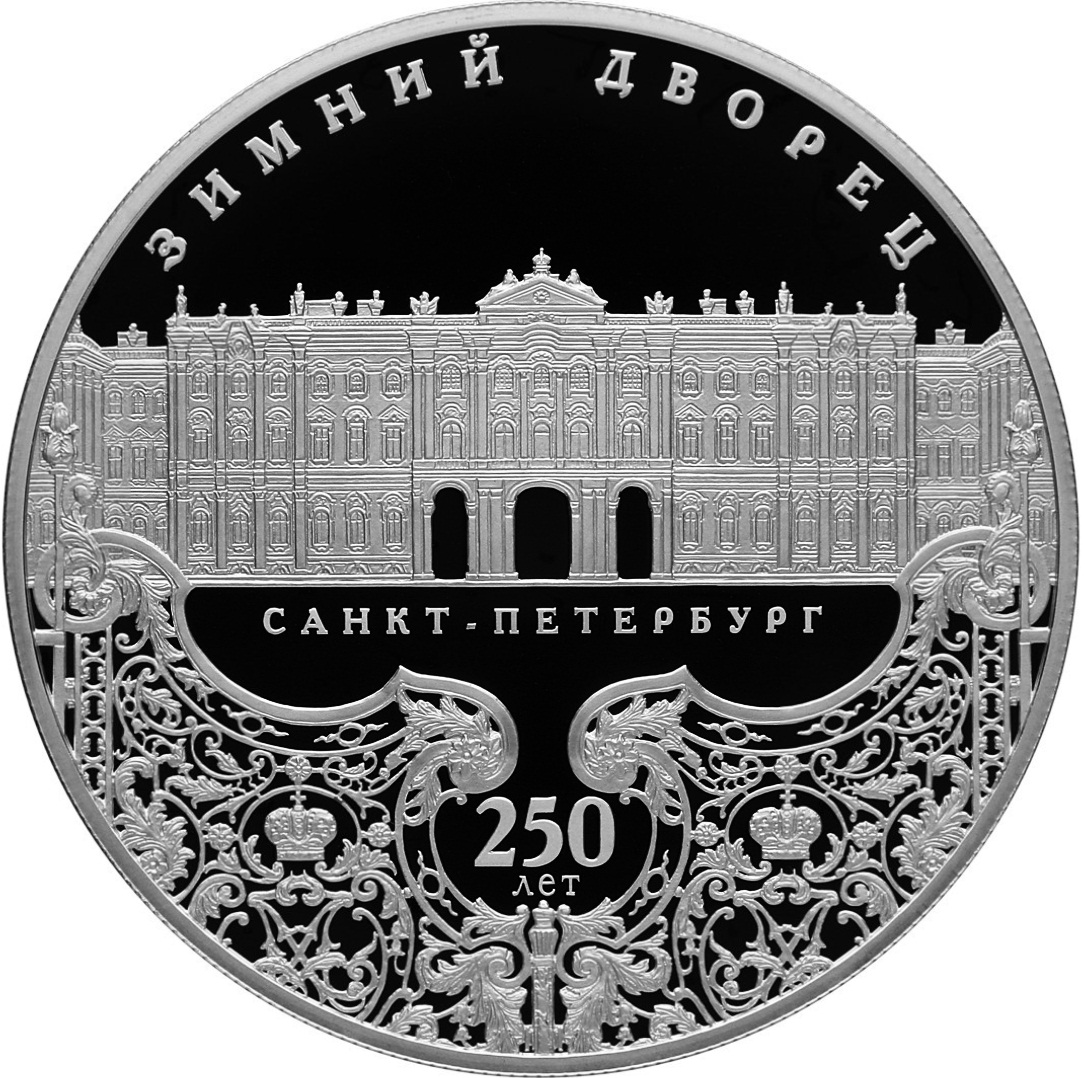
Монета з нагоди 250-річчя побудови Зимового палацу у Санкт-Петербурзі
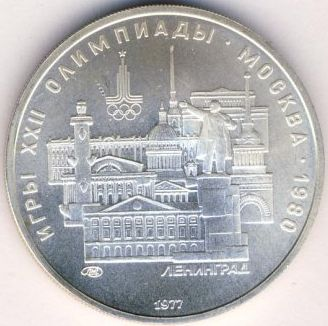
П'ять карбованців, 1977, Санкт-Петербурзький монетний двір